# Die Epoche
Die Epoche war eine österreichische Tageszeitung, die zwischen 1878 und 1880 in Prag erschien. Chefredakteur war J. Padour.